# Domremy-la-Canne
 Domremy-la-Canne  là một xã thuộc tỉnh Meuse trong vùng Grand Est đông nam nước Pháp. Xã này nằm ở hữu ngạn sông Othain, sông chảy theo hướng tây bắc qua thị trấn.